# 上京道
上京道，辽朝五道之一。
会同元年（938年）设置，治所在临潢府（今内蒙古自治区巴林左旗南），辖境包括内蒙古东部，蒙古国全境，俄罗斯西伯利亚南部。金朝初年改为上京路，辖境变小。天眷元年（1138年），改为北京路。

## 历任上京留守
- 耶律遥辇（942年—943年）
- 耶律拔里得（948年）
- 高勋（957年—961年）
- 韩匡嗣（970年—971年）
- 韩德让（972年—977年）
- 除室（980年—981年）
- 褭衮（982年—983年）
- 耶律稍（983年）
- 耶律化哥（986年—992年）
- 耶律景（994年—996年）
- 耶律八哥（998年—1011年）
- 萧继先（1010年）
- 韩制心（1015年—1021年）
- 萧敌烈（1022年）
- 萧孝先（1025年—1027年）
- 耶律敌烈（1028年）
- 萧孝先（1030年—1031年）
- 耶律弘古（1032年—1034年）
- 耶律信宁（1036年—1037年）
- 萧孝穆（1051年—1052年）
- 耶律陈留（1053年—1055年）
- 韩绍文（1055年）
- 耶律查葛（1056年）
- 耶律和鲁斡（1056年—1060年）
- 刘二玄（1061年）
- 耶律侯古（1064年—1072年）
- 姚景行（1076年）
- 蕭速撒（1077年）
- 萧挞得（1077年—1078年）
- 刘伸（1078年）
- 耶律世迁（1082年—1083年）
- 耶律慎思（1098年—1101年）
- 耶律大悲奴（1103年—1104年）
- 萧贞一（1110年—1111年）
- 耶律大悲奴（1112年）
- 萧挞不也（1116年）
- 萧韩家奴（1116年）
- 萧挞不也（1120年）
- 萧乙薛（1120年—1122年）